# تعلم بالأخطاء (معلوميات نظرية)
تعلم بالأخطاء (بالإنجليزية: Learning with errors)‏ هي معضلة في المعلوميات النظرية. يعتقد أن هذه المعضلة صعبة الحلحلة مما يجعلها صالحة الاستعمال في مجال التعمية.
لتكن {\displaystyle \mathbb {Z} _{q}} حلقة الأعداد الصحيحة بتردد q ولتكن {\displaystyle \mathbb {Z} _{q}^{n}} مجموعة المتجهات المعرفة على {\displaystyle \mathbb {Z} _{q}} وذات n عنصرا. هناك دالة خطية ما مجهولة {\displaystyle f:\mathbb {Z} _{q}^{n}\rightarrow \mathbb {Z} _{q}}...